# Bothriochloa exaristata
Bothriochloa exaristata är en gräsart som först beskrevs av George Valentine Nash, och fick sitt nu gällande namn av Johannes Jan Theodoor Henrard. Bothriochloa exaristata ingår i släktet Bothriochloa och familjen gräs. Inga underarter finns listade i Catalogue of Life.